# Теодорос Родоканакіс
Феодор Павлович Родоканакі, він же Теодорос Родоканакіс (грец. Θεόδωρος Ροδοκανάκης; Хіос, 1797 — Одеса, 24 лютого 1882) — одеський купець грецького походження, судновласник, банкір, промисловець і меценат. Був головою грецької громади і консулом Тоскани в Одесі. 

## Молодість
Теодорос Родоканакіс народився в 1797 році на острові Хіос, в родині Павлоса Родоканакіса і Іоанни Раллі. І батько, і мати походили з відомих сімей острова. Рід Родоканакіс відзначений в історії острова з XII століття. Константінос Родоканакіс (1635—1685), відомий хімік XVII століття, був придворним лікарем англійських королів Карла II і Якова II. Christopher Aidan Long, в своїй величезній і скрупульозної роботі про знать, підприємців і судновласників Хіоса, дає відомості приблизно про сотню представників роду Родоканакіс. У сучасних популярних російськомовних статтях інформація про появу Феодора Родоканакіса в Одесі має дещо інтригуючий характер: До Одеси Феодор Родоканакі «потрапив» в 1819 році, маючи при собі серйозний стартовий капітал, близько 50 000 рублів (50 000 рублів стану було необхідною умовою для зарахування купця до Першої купецької гільдії). "Звідки у Радаканакі взялися такі гроші — загадка. Багатством його батьки не славилися, а заробити в той час такі гроші чесною працею для молодої людини … можливим не представлялося ". Однак слід зазначити, що через рік після початку Грецької революції, в 1822 році і щоб уникнути повстання на Хіосі, турки ув'язнили 80 осіб Хіоської знаті. Три з них, самі знатні, Пантеліс Родоканакіс, Мікес Скіліціс і Теодорос Ралліс були відправлені в Константинополь:Β-220. Після того як на Хіосі висадилися самосці, на чолі з Ликургом Логофетом і частина хіосців долучилася до повстання, заручники в Константинополі були обезголовлені:В-221. Обезголовлений турками Пантеліс Родоканакіс доводився дядьком Феодору. С. З. Мошенський, в своїй роботі «Фінансові центри України і ринок цінних паперів індустріальної епохи», дає відмінний від поширеного опис появи Родоканакі в Одесі в 1819 році, з грошима — «загадкою». Мошенський пише, що ще раніше в Одесі бував батько Феодора, Павлос. Сам Феодор з братами вперше прибув в Одесу в 1813 році. У 1819 році брати створили торговий дім з конторами в Константинополі, Смирні, Ліворно та Одесі. Феодору дісталася контора в Одесі, куди він прибув, маючи при собі 150 тисяч піастрів і підтримку братів:300.

## Торговий дім Родоканакі
Феодор Родоканакіс прибув до Одеси в 1819 році, маючи необхідний капітал в 50 000 рублів, що було необхідною умовою для зарахування до Першої купецької гільдії. Одночасно він подав прохання про російському підданстві, яке було задоволено практично відразу. Прохання про зарахування до Першої купецької гільдії було задоволено лише через сім років. У період 1818—1820 років спостерігалося зростання експорту українського, угорського та польського зерна через Одесу. Родоконакіс став згадуватися серед одеських грецьких торговців зерном, таких як Вентуріс, Параскевас, Маврос, Стаматіс, Яннопулос Севастопулос і ін.:108. У 1821 році створена в Одесі таємна грецька революційна організація Філікі Етерія розпочала воєнні дії проти Османської імперії в Дунайських князівствах, що стали першим етапом Грецької революції (1821—1829). Чи не є достовірних даних, що підтверджують сприяння Родоконакіса гетерістам. Навпаки, фінансові дані говорять про те, що оборот торгового дому Родоконакіса виріс з 425 тисяч рублів в 1821 році, до 2,5 млн рублів в 1830 році. Торговий дім Родоканакіса увійшов до п'ятірки найбільших підприємців Одеси, разом з торговими будинками Маразлі (са), Раллі (са) Хортаціса (Кортацці) і Штігліца. У 1829 році Родоканакі створив також і банківську контору, послугами якої користувалися грецькі підприємці Одеси:301. В червні 1828 року, у Відні, Родоканакі, одружився із землячкою Генрієттою Галаті, що поріднило його з іншим відомим Хіоськіом торговим домом, зміцнило його торговельні зв'язки і посилило його фінансову позицію. У період 1830—1840 оборот торгового дому Родоканакі досяг 4,2 млн рублів, поступаючись лише обороту торгового дому Хортаціса (Кортаці — 4,5 млн):301. У 1827 році був зарахований до Першої купецької гільдії, а в 1832 році Родоканакі став Генеральним консулом Тоскани в Одесі. До середини 1840-х оборот торгового дому Родоканакі становив 10 % обороту Одеського порту:302. Родоканакі відкрив представництва свого торгового дому в Дубоссарах, Таганрозі, Ростові, Євпаторії та Петербурзі. Крім цього, він зайнявся торгівлею нерухомістю і сільським господарством, і придбав кілька маєтків. У 1843 році, представляючи одеських купців, Родоканакі був обраний членом комісії пароплавного сполучення Одеса — Константинополь. До 1845 році торговельний будинок Родоканакі став одеським лідером по торговельному обороту (4-5 млн рублів). Як пише Мошенський, в 1847 році, разом з Раллі (сом), Мавро (сом), Іракліді (сом), Міллоті (сом), Родоканакі став співзасновником страхового товариства «Чорне море»:302. Грецький дослідник Костас Авгітідіс, що прожив довгі роки в політичній еміграції в радянській Одесі, пише, що страхова компанія іменувалася «Неофілемпорікі» (Νεοφιλεμπορική), дозвіл на її створення в Одесі у міністерства фінансів Росії було отримано грецькими купцями Маврокордато, Раллі і Мавросом, а Родоканакіс був призначений її директором:110. У 1848 році Російський сенат присвоїв Родаканакісу звання комерції радника:303. Він також став депутатом Міської думи і главою Одеського окружного суду. У 1854 році Родаканакіс відкрив представництво свого торгового дому в Нью-Йорку:302. У 1861 році, за його тридцятирічну діяльність, Родоканакі був нагороджений орденом Святого Станіслава 3-го ступеня.

## Судновласник
Родоканакі не став вкладати гроші в створюване в той час Чорноморське акціонерне товариство пароплавів. Натомість він купив власний пароплав «Михайло», який обслуговував перевезення його торгового дому. Родоканакі був серед перших приватних власників пароплавів на Чорному морі. З 1835 по 1857 рік він придбав й побудував 7 судів. До 1870 року його флот налічував 49 судів:303.

## Банкір і промисловець
У 1850-1860-і роки торговий дім Родоканакі став поступатися своїми позиціями іншим грецьким підприємцям Одеси. До того ж, відразу після закінчення Кримської війни, в період 1857—1859, Одесу охопила економічна криза і грецькі підприємці міста поступово стали втрачати свої домінуючі позиції в місті. Торговий дім Родоканакі також став згортати свої справи. Навпаки, банківська контора Родоканакі показала в цей період свою життєздатність, відкрила відділення в Петербурзі і стала співзасновником багатьох російських банків:304.
У грудні 1867 року Родоканакі купив у князя М. В. Кочубея в Петербурзі ділянку з усіма будівлями за адресою Кінногвардейський бульвар, 7 — знаменитий «Будинок з маврами». У 1869 році торговий дім «Ф. П. Родоконакі і К °» в Петербурзі став співзасновником Санкт-Петербурзького міжнародного комерційного банку, а торговий дім Ф. П. Родоконакі в Одесі — співзасновником Російського для зовнішньої торгівлі банку. У 1871 році Ф. П. Родоконакі як петербурзький купець 1-ї гільдії став співзасновником Азовсько-Донського банку.
Родоканакі вклав значні кошти в акції промислових підприємств (Південноросійський шкіряний завод, Брянський рейкопрокатний завод, Сормовський сталеливарний завод, Ленське золото-шукальне товариство та ін.) І заснував найбільший в Одесі вино-горілчаний завод і найбільшу в Росії Одеську джутову фабрику.

## Меценат
У 1861 році було засновано Грецьке благодійне товариство Одеси. Родоканакі був обраний керівником цього товариства і залишався на цій посаді до самої своєї смерті в 1882 році. У період Критського повстання 1866—1869 Родоканакіс очолив товариство допомоги повсталим крітянам. Спільно з Георгієм Вуцінасом, він забезпечив підписку на Грецький займ, який забезпечив Грецьке королівство необхідними грошима для ведення цієї негласної війни. Родоканакіс пожертвував 40 000 рублів на будівництво будівлі Грецького дівочого училища в Одесі, що завершилося в 1875 році. З моменту коли в 1877 році в Грецькому королівстві, з ініціативи грецької королеви і руської княжни Ольги, було створено грецьке товариство Червоного хреста Родаканакіс став регулярно переводити йому значні суми. Він також фінансував діяльність Червоного Хреста в Одесі. У період будівництва афінської лікарні Евангелісмос (1881—1884) Родоканакі став одним з меценатів її будівництва. Він також подарував кілька картин Афінської картинної галереї. Афінському університету він подарував значну ботанічну колекцію.
Благодійна діяльність Родоканакі була відзначена званням почесного громадянина Одеси, орденом Святої Анни і медаллю «За старанність».

## Родина
З Генріеттою (Аррієтою) Галаті (Хіос 1806 — Одеса 1887) у Родоканакі було 5 дітей:
- Іфігенія (Одеса 1834 — Марсель 1895)
- Перікліс (Одеса 1841 — Париж 1899)
- Аріана (Одеса 1842 — Відень 1900)
- Марія (Одесса 1847 — Париж 1893)
- і померлий через кілька місяців після народження на острові Сірос в 1843 році Павло.

Перша дочка вийшла заміж за М. Агеластоса і влаштувалася в Марселі, Аріадна — за Миколу Маврокордато і залишилася в Одесі, також як і Марія, яка вийшла за свого далекого родича Еммануїла Родоканакіса. Перікліс, незважаючи на виражене в письмовій формі в заповіті батька побажання, не одружився з грекинею, а взяв собі за дружину Венчеславу Барчевську (1834—1890). 04.02.1898 року жалуваний дипломом на спадкову дворянську гідність.

## Смерть Феодора Родоканакі та занепад його фірми
За 10 років до своєї смерті, в 1872 році, Родоконакі склав свій заповіт на грецькій мові, що мав тоді юридичну силу в Одесі. Крім різних сум дружині і дочкам, він заповів все рухоме і нерухоме майно своєму синові, Періклісу. Він також заповідав різні суми школі і лікарні на його рідному Хіосі, Грецької церкви в Одесі, грецької громади Одеси, благодійним закладам Афін. Феодор Родоканакі помер в Одесі 24 лютого 1882 року у віці 83 років. Його статок на момент смерті, з урахуванням акцій, оцінювався в 4 млн рублів. Спадкоємець, Перікліс Родоканакі, до своєї смерті в 1899 році зумів розтринькати половину стану батька. У 1901 році, щоб уникнути повного розорення сім'ї покійного, торговий дім Родоканакі довелося закрити. Більшість його майна викупив зять Микола Маврокордато.